# Yoshiyuki Maruyama
Yoshiyuki Maruyama (丸山 義行, Maruyama Yoshiyuki), né le 28 octobre 1931 dans la préfecture de Tochigi (Kantō) et mort le 15 janvier 2024, est un arbitre japonais de football des années 1960 et 1970. Il est arbitre international de 1961 à 1976. Il est aussi arbitre assistant lors des Jeux olympiques de 1964 et à la Coupe du monde 1970.

## Carrière
Il a officié dans une compétition majeure : 
- JO 1968 (1 match)